# Аудіторе
Аудіторе (італ. Auditore) — муніципалітет в Італії, у регіоні Марке, провінція Пезаро і Урбіно.
Аудіторе розташоване на відстані близько 220 км на північ від Рима, 80 км на захід від Анкони, 29 км на захід від Пезаро, 13 км на північний захід від Урбіно.
Населення — 1604 особи (2014).
Щорічний фестиваль відбувається 10 вересня. Покровитель — святий Миколай.

## Демографія
Населення за роками:

Станом на 31 грудня 2014 року в муніципалітеті офіційно проживало 157 іноземців з 16 країн, серед них 23 громадяни країн Євросоюзу та 8 громадян України.

## Сусідні муніципалітети
- Джеммано
- Меркатіно-Конка
- Монтефйоре-Конка
- Сассокорваро
- Таволето
- Урбіно